# Cacosternum boettgeri
Cacosternum boettgeri är en groddjursart som först beskrevs av George Albert Boulenger 1882.  Cacosternum boettgeri ingår i släktet Cacosternum och familjen Pyxicephalidae. Inga underarter finns listade.
Detta groddjur förekommer i södra Afrika från Sydafrika norrut till norra Namibia och södra Zambia. Dessutom finns en avskild population i Etiopien. Arten lever i låglandet och i bergstrakter upp till 2500 meter över havet. Den vistas i savanner och i andra gräsmarker. Cacosternum boettgeri söker närheten av mindre vattenansamlingar. Individerna gömmer sig ofta i övergivna termitstackar.
För beståndet är inga hot kända. Hela populationen antas vara stor. IUCN kategoriserar arten globalt som livskraftig.